# Paciano Aniceto

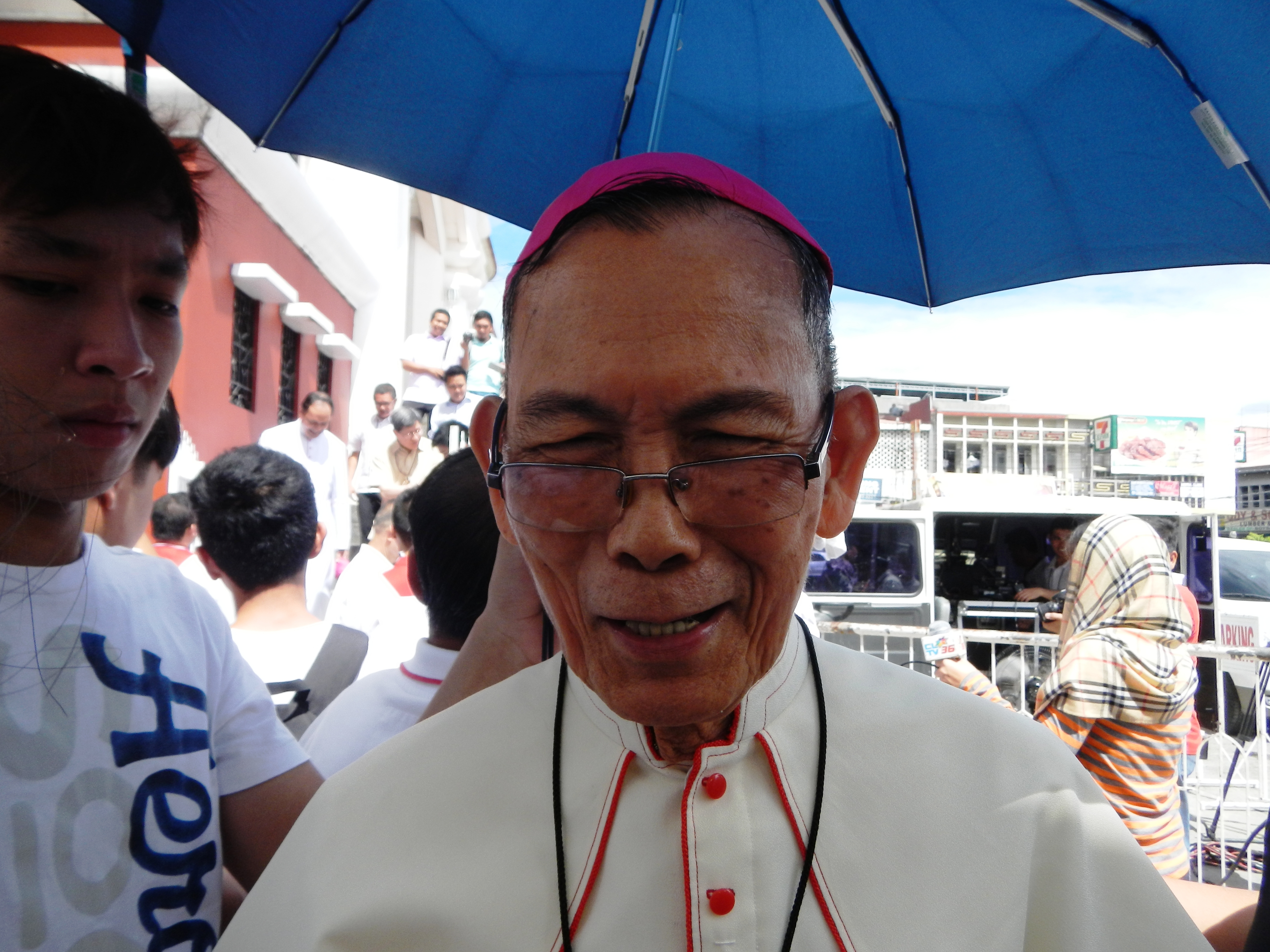
Paciano Aniceto

Paciano Basilio Aniceto (Santa Ana, 9 maart 1937) is een Filipijnse geestelijke en een aartsbisschop van de rooms-katholieke Kerk.
Aniceto werd op 23 december 1962 tot priester gewijd. Op 7 april 1979 werd hij benoemd tot hulpbisschop van het aartsbisdom Tuguegarao en titulair bisschop van Tlos; zijn  bisschopswijding vond plaats op 27 mei 1979. Vier jaar later, op 20 oktober 1983 werd Aniceto benoemd tot bisschop van het bisdom Iba. Op 31 januari 1989 werd hij benoemd tot aartsbisschop van het aartsbisdom San Fernando.
Aniceto ging op 25 juli 2014 met emeritaat.